# Jacquiniella cobanensis
Jacquiniella cobanensis är en orkidéart som först beskrevs av Oakes Ames och Schltr., och fick sitt nu gällande namn av Robert Louis Dressler. Jacquiniella cobanensis ingår i släktet Jacquiniella och familjen orkidéer. Inga underarter finns listade i Catalogue of Life.